# Masahiro Endó
Masahiro Endó (* 15. srpen 1970) je bývalý japonský fotbalista.

## Klubová kariéra
Hrával za Júbilo Iwata, Yokohama FC, Verdy Kawasaki, Shimizu S-Pulse, Mechelen, Louviéroise.

## Reprezentační kariéra
Masahiro Endó odehrál za japonský národní tým v roce 1994 celkem 8 reprezentačních utkání.

## Statistiky
| Japonsko | Japonsko | Japonsko |
| Roky     | Záp.     | Góly     |
| -------- | -------- | -------- |
| 1994     | 8        | 0        |
| Celkem   | 8        | 0        |